# Polyrhachis agesilas
Polyrhachis agesilas é uma espécie de formiga do gênero Polyrhachis, pertencente à subfamília Formicinae.